# لفظ حبري

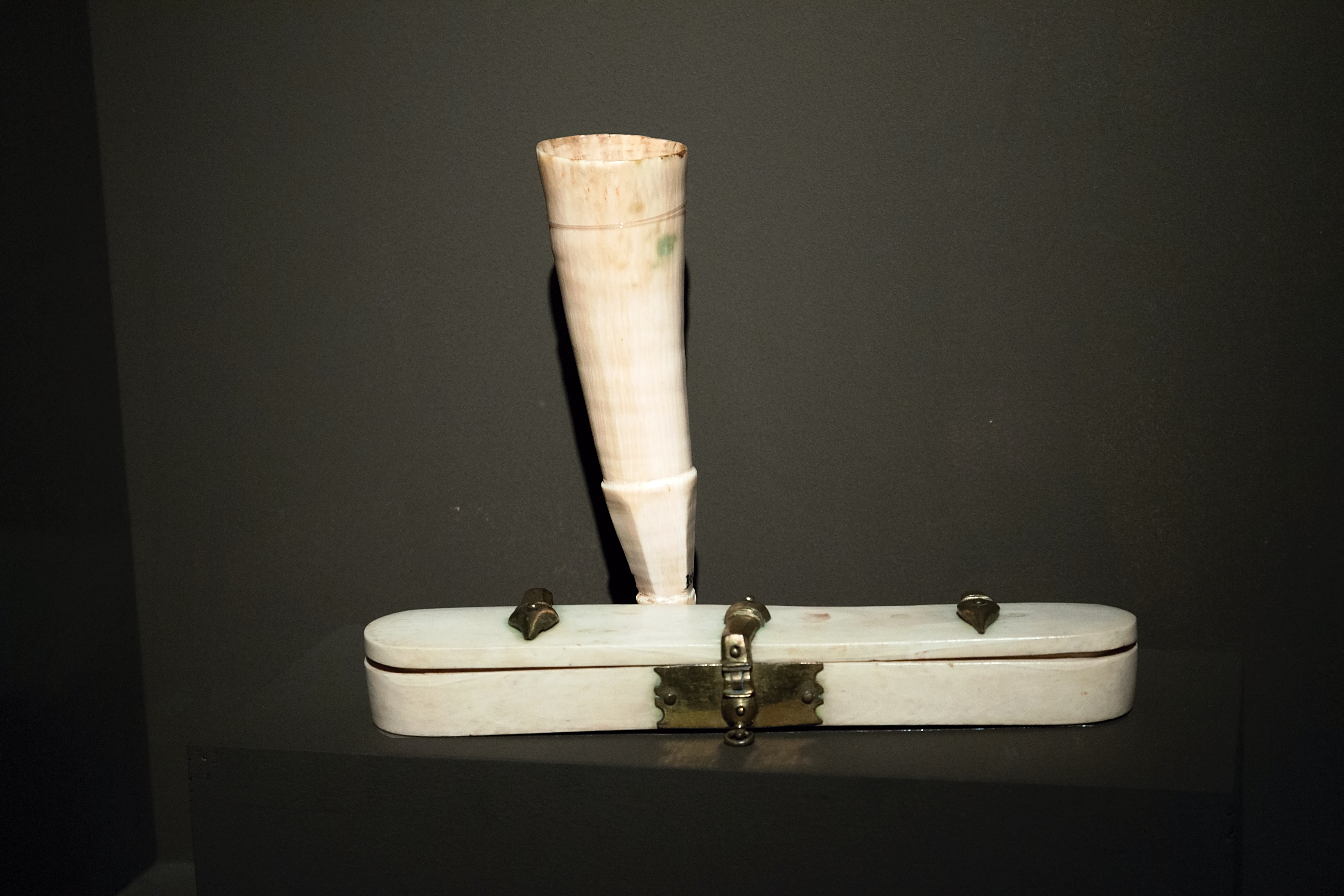

اللفظ الحبري (اللفظ العبري קסת «محبرة» ترجمته بالعربية «دواة» وبالإنجليزية inkhorn «قرن حبر» ثم استعمل هذا الأخير بمعنى «ما يرغب فيه أهل الكتابة») هو اللفظ الغريب يريد به قائله تعجيب سامعه. أطلق في اللغة الإنجليزية على الألفاظ الفرنسية «المزخرفة» التي لهج بها الكتبة أي أكثروا من استعمالها فما كانوا إلا يسرفون في استعمال الحبر لها. يطلق عموما في اللغة على اللفظ الدخيل لا طائل فيه.